# Blangermont
Blangermont is een dorp in de Franse gemeente Blangerval-Blangermont in het departement Pas-de-Calais. De kern ligt een kilometer ten noordwesten van Blangerval, langs eenzelfde straat, de Rue Principale. Blangermont ligt op een hoogte van zo'n 120 à 130 meter, terwijl Blangerval wat lager in een klein dal ligt, op een hoogte van 80 à 90 meter.

## Geschiedenis
Een oude vermelding van de plaats gaat terug tot de 14de eeuw als Blaisel-au-Mont. Op het eind van het ancien régime werd Blangermont een gemeente.
In 1972 werd de kleine gemeente Blangermont in een zogenaamde "fusion association" aangehecht bij het grotere Blangerval, dat tot Blangerval-Blangermont werd hernoemd. In 1988 werd deze fusie omgevormd tot een volwaardige fusie ("fusion simple").

## Bezienswaardigheden
- De Église Saint-Jacques